# Lónyay–Hatvany-villa
A Lónyay–Hatvany-villaként ismert épület a Budai Várnegyed egyik bejárata, a Dísz tér mellett állt. Nevét építtetőjéről Lónyay Menyhértről és későbbi tulajdonosáról Hatvany Ferencről kapta. Az épület a második világháborúban lebombázták, és a háború után a romokat az alapokig elbontották, helyén az 1990-es évek közepéig játszótér volt.
A 2000-es években, az eredeti villát külső jegyeiben és tömegében másolva vasbeton vázra újjáépült a villa. Az új, három szintes épületet 2020-ban adták át, benne irodák, kiállítótermek, egy 120 férőhelyes színház/konferenciaterem és egy étterem is helyet kapott. Az étterem a munkálatok közben feltárt Aranybástya nevét viseli.

## Az eredeti épület

### Török kor és az Aranybástya
Az épület helyén eredetileg a török korban az Aranybástya állt. Ez a sokszög alakú erődítmény, török nevén Altun tabie, a 16. század végén Lala Mohamed pasa építtette a budai várhegy keleti lejtőjén, a Dunától a Vízikapuhoz (vízivárosi kapuhoz) vezető út védelmére, ezzel a város védelmi rendszerének fontos részét képezte.
Az Aranybástya sorsa véglegesen Buda 1686-os visszafoglalásakor pecsételődött meg. A mintegy két és fél hónapon át tartó ostrom, amely Abdurrahmán Abdi Arnaut pasa vezette török védők és a Lotharingiai Károly herceg és II. Miksa Emánuel bajor választófejedelem vezette keresztény seregek között zajlott, 1686. szeptember 2-án ért véget Buda visszafoglalásával. Az ostrom során az Aranybástya súlyosan megsérült, majd teljesen elpusztult.
Az 1686 utáni időszakban a bástya falainak egyes részeit beépítették az egykori Szent János kapuba, illetve a Pest felé néző Vízivárosi kapuba. Maradványai a bástyaszinten ma is láthatók.

### A Lónyay-villa építése (1872)
A 19. század második felében a terület újra fejlődésnek indult, és 1868-ban megkezdődtek az új építkezés munkálatai. A villa megrendelője gróf Lónyay Menyhért gróf volt, aki nem csupán pénzügyminiszterként szolgált a kiegyezés utáni első magyar kormányban, hanem később, 1871 és 1872 között miniszterelnöki pozíciót is betöltött.
Lónyay a kor legkiemelkedőbb építészét, Ybl Miklóst bízta meg a tervezéssel. Ybl különleges megoldásokkal közelítette meg a kihívást jelentő, meredek terepet. Egy kettős támfalrendszerrel alakította teraszossá a telket, ami nemcsak stabil alapot biztosított az épületnek, hanem páratlan panorámát is nyitott a Dunára és a dinamikusan fejlődő, éppen egyesülő Budapestre. Az építkezés 1870-től 1872-ig tartott, és az elkészült épület a neoreneszánsz elemekkel tűzdelt klasszicista villa stílusjegyeit viselte magán, eleganciájával és monumentalitásával kiemelkedve a korabeli budai építészetből.
Az elkészült polgári villa számos neves személyiségnek adott otthont vagy szolgált találkozási pontul. Időszakosan itt élt többek között gróf Vetter von der Lille Fredinánd altábornagy özvegye, gróf wsetini Wachtler Jozefina, és báró Baratta-Dragono Alajos, a poltári tégla- és cserépgyár tulajdonosa.

### A Hatvany-gyűjtemény otthona (1915-1944)
Báró Hatvany Ferenc, a híres műgyűjtő és mecénás 1915-ben vásárolta meg a Lónyay-villát, azonban az elhúzódó, nagyszabású átalakítások miatt csak az 1920-as évek elején tudta beköltöztetni egyedülálló, közel 800 műtárgyból álló műkincsgyűjteményét az épületbe.
Ez a gyűjtemény nem csupán hatalmas méretével, hanem felbecsülhetetlen értékével és sokszínűségével is kiemelkedett. A javarészt festményeket, szobrokat és bútorokat tartalmazó kollekcióban olyan világhírű mesterek remekművei szerepeltek, mint El Greco, Tintoretto, Degas, Renoir, Manet, Picasso és Gustave Courbet. A villa így a két világháború közötti időszakban Budapest kulturális és társasági életének egyik legmeghatározóbb szalonjává vált.
Hatvany Ferenc otthona valóságos magánmúzeumként funkcionált, ahová a művészet szerelmesei a világ legtávolabbi szegleteiből is elzarándokoltak. A kor számos kiemelkedő személyisége, így például Thomas Mann és Amrita Sher-Gil is megcsodálta itt a páratlan műalkotásokat, amelyek gazdagították a főváros szellemi életét és nemzetközi hírnevet szereztek a villának.

### Pusztulás a második világháborúban (1944)
1944-ben, a budapesti ostrom során, a villa súlyos bombatámadás áldozatául esett. A rombolás olyan mértékű volt, hogy az épület eredeti formájában teljesen megsemmisült. A bombázás és az azt követő pusztítás, tűzvészekkel kiegészülve, a villát lakhatatlanná, a falait pedig életveszélyes romhalmazzá tette. A Hatvany-gyűjtemény, mely felbecsülhetetlen értékű festményeket és műtárgyakat tartalmazott, szintén a háború áldozatává vált; egyes darabjai elkallódtak, elrabolták őket, vagy megsemmisültek a harcok során, mások szétszóródtak a világban.
A háború végeztével a romos épület látványa a város számos más sebesült pontjával együtt, a pusztítás szimbólumává vált. 1946-ban, a háború utáni újjáépítés és a területrendezés jegyében, a magyar állam kezdeményezésére úgy döntöttek, hogy a villa maradványait teljesen lebontják. Ezt követően az egykori elegáns villa helyén egy játszóteret alakítottak ki, amely egészen az 1990-es évek közepéig állt a helyén.

## Az újraépített épület
1996-ban a Hatvany család eladta a telket a magyar államnak, amely aztán egy fejlesztőhöz került. Az új tulajdonos egy világklasszis kulturális és gasztronómiai központot álmodott a helyszínre. A kerületi szabályozás előírta, hogy a területen az eredeti, Ybl Miklós által tervezett, klasszicista stílusú villa épületét vissza kell építeni. A munkálatok előtt régészeti feltárások zajlottak, majd 2000-ben elkezdődött a rekonstrukció Kerényi József építész tervei alapján. Ekkor elkészült az épület vasbeton pillérvázas szerkezete.
2006-ban a BORD Építész Stúdió vette át a tervezést, azzal a megbízással, hogy a klasszicista épületet korszerű, modern karakterrel, de a hagyományokat tiszteletben tartva építsék újjá. A projekt során heves viták bontakoztak ki: egyesek az eredeti formában való visszaépítést, mások a modern építészeti elemek alkalmazását szorgalmazták. Végül a modern szemlélet érvényesült, ugyanakkor az épület méreteiben és látványában jelentős mértékben megőrizte az eredeti terveket, különösen a Duna felől jól látható felső szinteken.

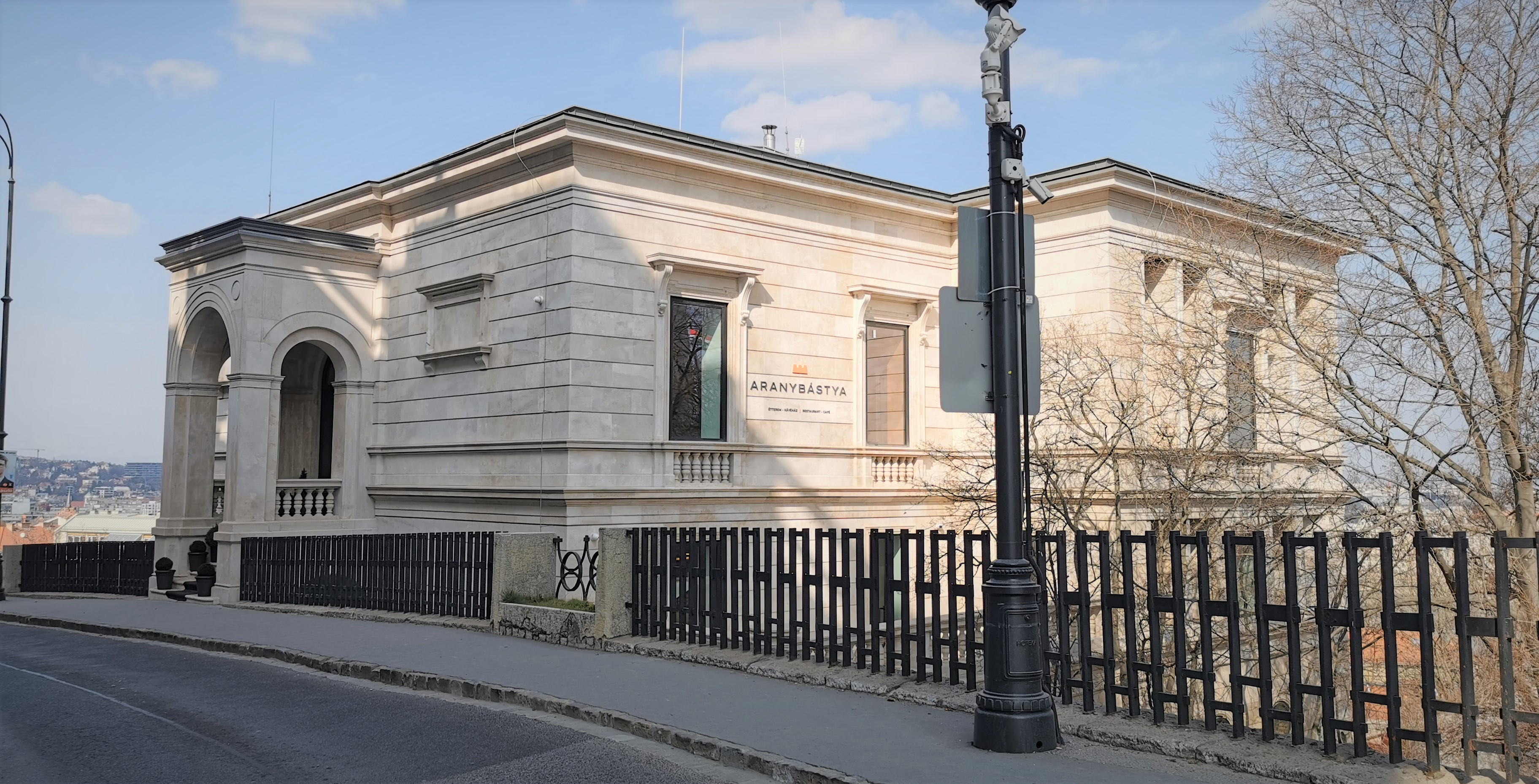
A felújított Lónyay-Hatvany-villa 2022-ben

2014-ben a Magyar Nemzeti Bank egyik alapítványa vásárolta meg az ingatlant, és ekkor kezdődött el ténylegesen az épület újjáépítése. A vasbeton pillérvázas kialakítás tágas tervezési szabadságot biztosított, ami lehetővé tette többek között a különleges, mészkőburkolatú homlokzat kialakítását. A homlokzatot 48 egyedi gyártású, elektronikusan mozgatható falpanel alkotja, melyek egy gombnyomással nyithatók a Duna panorámája felé. A rekonstrukció 2020-ra készült el.
Ugyanebben az évben a negyedik Orbán-kormány megvásárolta az épületet, amelyet később ingyenes vagyonjuttatás keretében a Batthyány Lajos Alapítványnak adott át. A villa akkori becsült értéke közel 10 milliárd forint volt. Az alapítvány 2021-ben kezdte meg az épület tényleges használatát.

## Régészeti feltárások
A 2000-es évek eleji munkálatokhoz kapcsolódva a Budai Vár területén jelentős régészeti feltárások zajlottak. 
A feltárások során előkerültek az egykori Aranybástya (más néven Erdélyi bástya) maradványai. Az Aranybástya a 16. században, az 1530-as években épült, és fontos szerepet töltött be a Budai Vár védelmi rendszerében a török kori ostromok idején. A bástya maradványai mellett a régészek feltárták egy 18. századi barokk rámpa boltozatának jelentős részét is, amely a korabeli palotához vezetett. Ez a barokk rámpa a századfordulón elbontott építészeti elemek egyike volt, amelynek pontos szerkezetére a feltárásokig nem állt rendelkezésre részletes adat.
A munkálatok során az Aranybástyán kívül további középkori várfalmaradványokat is találtak, köztük Zsigmond-kori falszakaszokat, amelyek a Budai Vár középkori erődítési rendszerének fontos elemei voltak. Ezek a leletek közel a felszínhez, mindössze néhány tíz centiméter mélyen helyezkedtek el.
A feltárások nem korlátozódtak a középkorra és a törökkorra: a leletanyag jelentős részét Árpád-kori településnyomok, épületmaradványok és használati tárgyak is képezték. A feltárt régészeti jelenségek alapján megállapítható, hogy a Budai Várhegy területe már az Árpád-korban is lakott volt, és a török hódoltság idején is folyamatosan használták, különösen katonai és védelmi célokra.